# Hamnarbetare

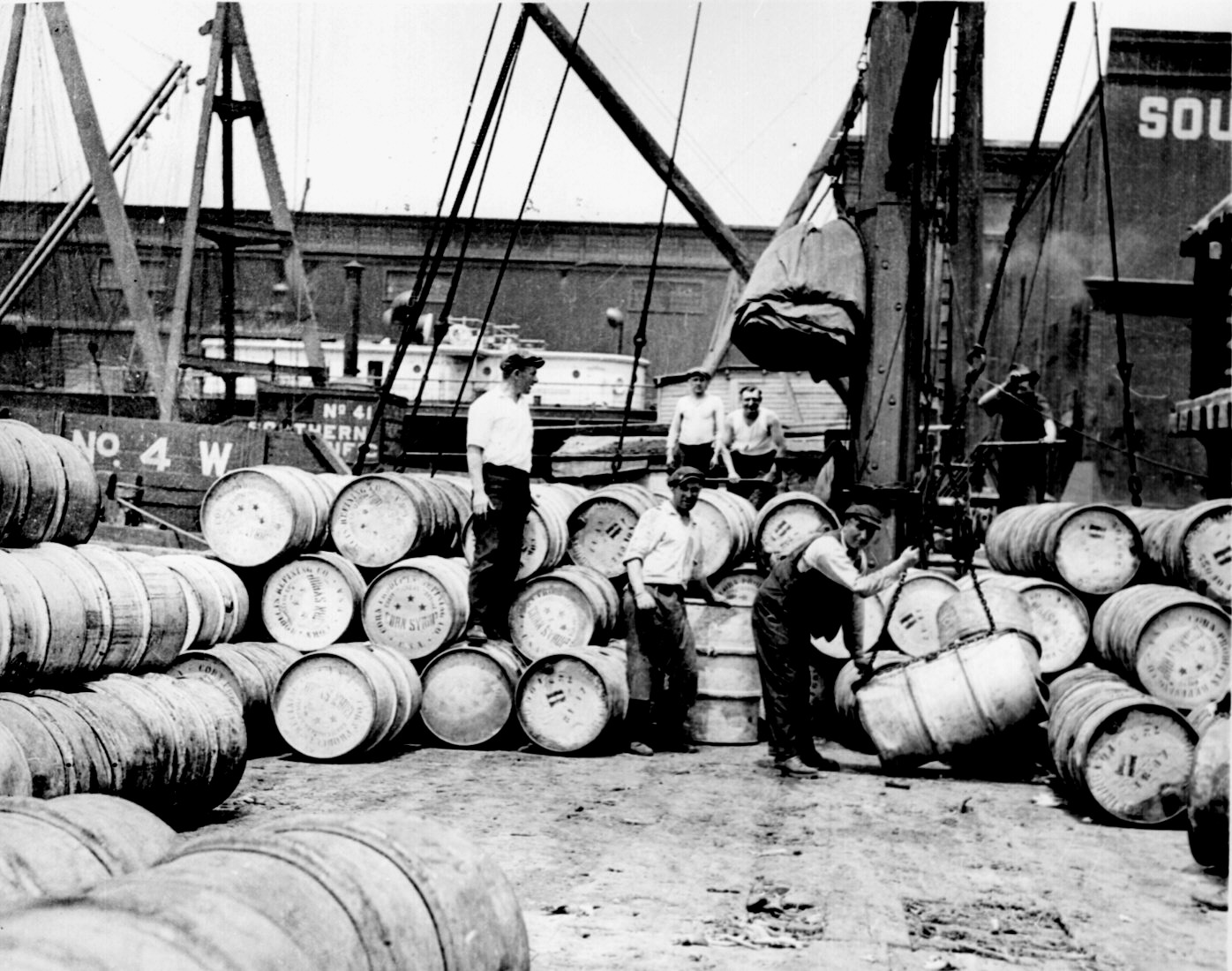
Hamnarbetare i New York, 1912.

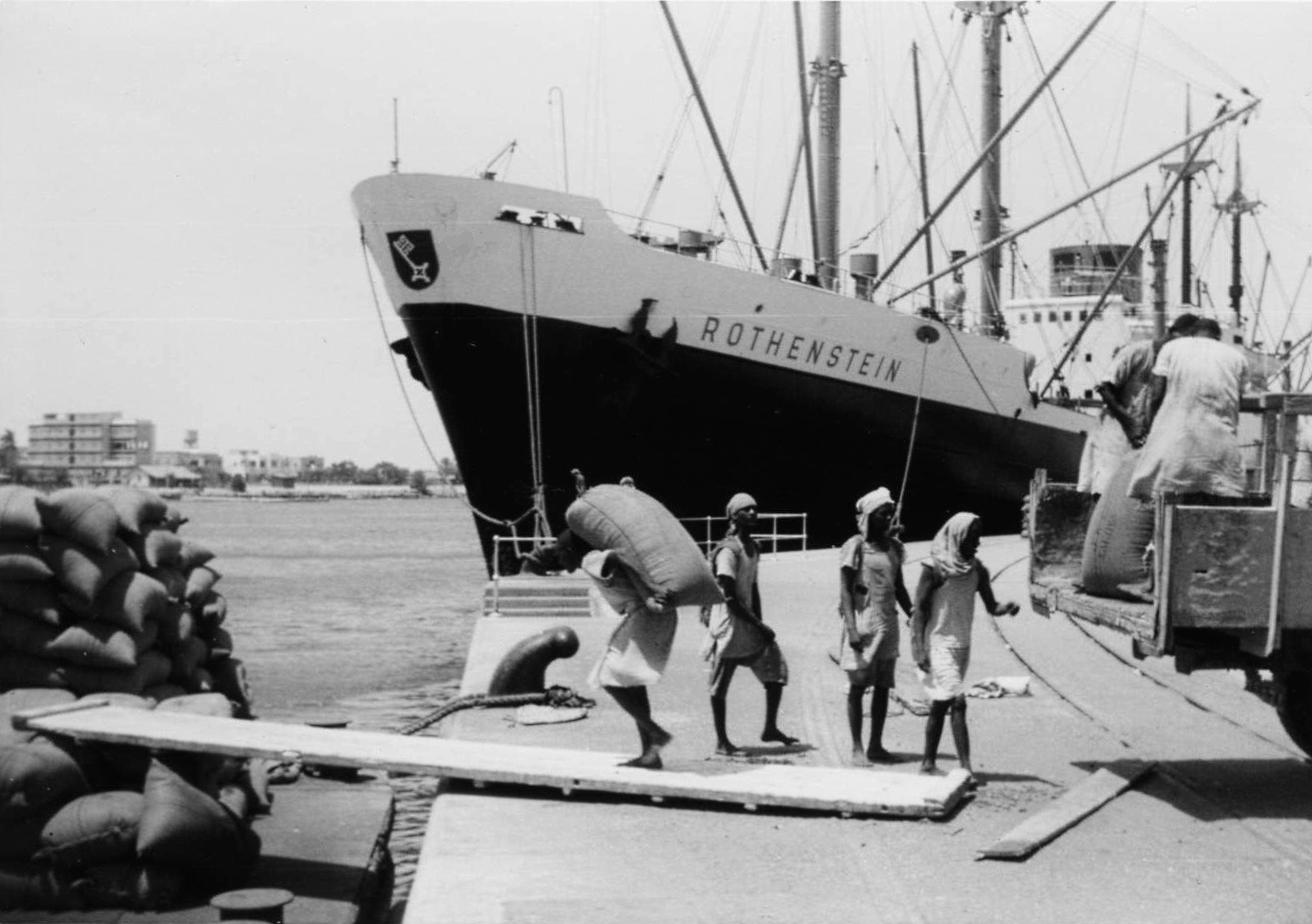
Hamnarbetare i Port Sudan, 1960.

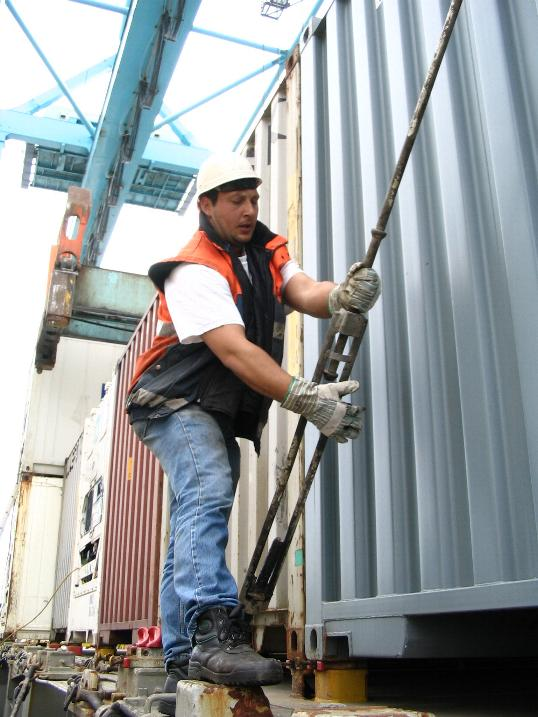
Hamnarbetare surrar en container.

Hamnarbetare eller stuveriarbetare utför lastning och lossning av fartyg utan att tillhöra besättningen. Ett äldre begrepp är sjåare. Ordet härrör från nederländska sjouwen (släpa) och finns bland annat på tyska, Schauermann. 
Hamnarbetare anställs av ett stuveri eller stuveribolag, det företag som åtar sig lastning och lossning av fartyg. Ägaren av ett stuveri kallades förr ofta stuvare. Så i strikt mening är det fel att använda stuvare som synonym för stuveriarbetare.
Hamnarbetare i allmänhet hade förr i tiden ofta dåligt rykte, och många hade alkoholproblem. Mot slutet av 1800-talet och början av 1900-talet blev yrket och yrkesgruppen dock alltmer respekterade.
Hamnarbetet har fullständigt förändrats sedan 1800-talets slut och 1900-talets början, då hamnkranarna slog igenom. Tidigare sköttes nästan allt manuellt, med grips i handen. Numera är allt styckegods förpackat i containrar. Hamnarbetaren i dag är en tekniker som sitter högt uppe i en grensletruck eller containerkran. 
Hamnarbetarnas uppgift består idag av att förtöja och förhala fartyg, lasta och lossa fraktfordon, och även sköta övriga uppgifter på färjeterminaler. De organiseras i Sverige av Svenska transportarbetareförbundet (Transport) eller Svenska hamnarbetarförbundet.